# Ratkovská Suchá
Ratkovská Suchá este o comună slovacă, aflată în districtul Rimavská Sobota din regiunea Banská Bystrica. Localitatea se află la altitudinea de 478 m deasupra n.m., se întinde pe o suprafață de 5,8 km2 și în 2017 număra 46 de locuitori.

## Istoric
Localitatea Ratkovská Suchá este atestată documentar din 1323.

## Demografie
| An:                | 1994 | 2004   | 2014    | 2024    |
| ------------------ | ---- | ------ | ------- | ------- |
| Număr de persoane: | 67   | 68     | 49      | 39      |
| Diferență:         |      | +1,49% | −27,94% | −20,40% |

| An:                | 2023 | 2024   |
| ------------------ | ---- | ------ |
| Număr de persoane: | 42   | 39     |
| Diferență:         |      | −7,14% |